# Port Salerno
Port Salerno ist  ein census-designated place (CDP) im Martin County im US-Bundesstaat Florida. Das U.S. Census Bureau hat bei der Volkszählung 2020 eine Einwohnerzahl von 10.401 ermittelt. 

## Geographie
Port Salerno liegt direkt an der Mündung des St. Lucie River in den Indian River, einem Teil des Intracoastal Waterway an der Ostküste Floridas. Der Ort liegt rund fünf Kilometer südöstlich von Stuart sowie etwa 140 Kilometer nördlich von Miami. Der CDP wird vom U.S. Highway 1, von der Florida State Road A1A sowie von den Gleisen der Florida East Coast Railway durchquert bzw. tangiert.
Im Südosten grenzt Port Salerno an den Seabranch Preserve State Park.

## Demographische Daten
Laut der Volkszählung 2010 verteilten sich die damaligen 10.091 Einwohner auf 5370 Haushalte. Die Bevölkerungsdichte lag bei 1073,5 Einw./km². 82,2 % der Bevölkerung bezeichneten sich als Weiße, 9,1 % als Afroamerikaner, 0,6 % als Indianer und 0,7 % als Asian Americans. 5,3 % gaben die Angehörigkeit zu einer anderen Ethnie und 2,1 % zu mehreren Ethnien an. 14,7 % der Bevölkerung bestand aus Hispanics oder Latinos.
Im Jahr 2010 lebten in 22,5 % aller Haushalte Kinder unter 18 Jahren sowie 39,4 % aller Haushalte Personen mit mindestens 65 Jahren. 60,0 % der Haushalte waren Familienhaushalte (bestehend aus verheirateten Paaren mit oder ohne Nachkommen bzw. einem Elternteil mit Nachkomme). Die durchschnittliche Größe eines Haushalts lag bei 2,24 Personen und die durchschnittliche Familiengröße bei 2,80 Personen.
20,4 % der Bevölkerung waren jünger als 20 Jahre, 19,3 % waren 20 bis 39 Jahre alt, 28,2 % waren 40 bis 59 Jahre alt und 32,1 % waren mindestens 60 Jahre alt. Das mittlere Alter betrug 49 Jahre. 49,1 % der Bevölkerung waren männlich und 50,9 % weiblich.
Das durchschnittliche Jahreseinkommen lag bei 43.963 $, dabei lebten 15,5 % der Bevölkerung unter der Armutsgrenze.
Im Jahr 2000 war Englisch die Muttersprache von 92,35 % der Bevölkerung, spanisch sprachen 6,65 % und 1,00 % hatten eine andere Muttersprache.